# Чикагски университет
Чикагският университет (на английски: The University of Chicago, често съкратено като „UChicago“, „the U of C“ или просто „Chicago“) е частен кообразователен изследователски университет в Чикаго, Илиноис, САЩ. Той е основан от петролния магнат Джон Рокфелер (1890), като първите часове са проведени през 1892. Университетът има общо около 14 000 студента.
Изследователите на Чикагския университет създават Чикагска школа по икономика, Чикагска школа по социология, Движението право и икономика в правния анализ . Университетът има най-голямото университетско издателство в САЩ.